# Anna Maria Mühe
Anna Maria Mühe, född 23 juli 1985 i Berlin (dåvarande Östberlin) i dåvarande Östtyskland, är en tysk skådespelerska. Hon upptäcktes år 2001 av den svenska regissören Maria von Heland, som då gav henne rollen som Kati i sin film Big Girls Don't Cry (tyska: Große Mädchen weinen nicht). Hon har senare bland annat varit med i filmen Was nützt die Liebe in Gedanken samt i tv-serien De underbara åren.
Mühe är dotter till de bägge framlidna skådespelarna Jenny Gröllmann (1947–2006) och Ulrich Mühe (1953–2007). Hon har fått skådespelarundervisning av Marianne Fischer-Kupfer och Kristiane Kupfer.